# Georg von Waldburg-Zeil (1867–1918)
Georg von Waldburg zu Zeil und Trauchburg (* 29. Mai 1867 auf Schloss Zeil; † 2. September 1918 bei Allaines im Kanton Péronne gefallen) war ein deutscher Adliger. Er entstammte der Linie Zeil des alten oberschwäbischen Adelsgeschlechts der Truchsesse von Waldburg.

## Leben
Georg war der Sohn des Fürsten Wilhelm von Waldburg zu Zeil und Trauchburg (1835–1906) und der Fürstin Maria (1840–1885) und hatte noch fünf Geschwister. Georg besuchte zunächst das Gymnasium in Feldkirch, ehe er an den Universitäten in Leipzig und München studierte. Im Jahre 1893 wurde er Offiziersanwärter und machte eine Karriere in der Württembergischen Armee. Zuletzt stand er als Rittmeister à la suite der Armee.
Im Ersten Weltkrieg war Georg zunächst Führer der württembergischen 1. Landwehreskadron, mit der er im Oberelsass zum Einsatz kam. Am 30. August 1915 erhielt er in dieser Stellung den Charakter als Major und wurde am 27. September 1915 für seine Leistungen mit dem Ritterkreuz des Militärverdienstordens ausgezeichnet. Bereits vorher hatte er beide Klassen des Eisernen Kreuzes erhalten. Georg wurde dann Bataillonskommandeur im Landwehr-Infanterie-Regiment Nr. 126. Dort bekam er am 18. Februar 1918 das Patent zu seinem Dienstgrad und übernahm ein Bataillon im Füsilier-Regiment „Kaiser Franz Josef von Österreich, König von Ungarn“ (4. Württembergisches) Nr. 122 an der Westfront. Fürst Georg fiel kurz vor Kriegsende in einem Gefecht nördlich von Péronne.

## Ehrungen und Auszeichnungen
- Großkreuz des Ordens der Württembergischen Krone
- Großkreuz des Friedrichs-Ordens

## Ehe und Nachkommen
Am 8. Mai 1897 heirateten in Wien Fürst Georg und Marie Therese Altgräfin zu Salm-Reifferscheidt-Raitz (* 31. Oktober 1869 in Florenz; † 27. August 1930 in Oberau bei Wangen). Fürst Georg gehörte der römisch-katholischen Kirche an.
Aus der Ehe gingen sechs Kinder hervor:
- Eberhard (* 10. Februar 1898 in Stuttgart; gefallen am 20. November 1916 bei Stejerci Plostina, Rumänien)
- Erich Fürst von Waldburg zu Zeil-Trauchburg und Wurzach (1899–1953) ⚭ 1926 Maria Monika Prinzessin zu Löwenstein-Wertheim-Rosenberg (1905–1992), Tochter des Fürsten Aloys zu Löwenstein-Wertheim-Rosenberg und seiner Frau.
- Theresia (* 18. Oktober 1901 in Neutrauchburg; † 17. Juli 1967 in München) ⚭ 1926 Theodor Salvator, Erzherzog von Österreich (1899–1978), Sohn von Franz Salvator von Österreich-Toskana
- Ludowika (* 22. Oktober 1902 in Neutrauchburg; † 14. August 1991 in der Grafschaft Kent)
- Konstantin (* 15. März 1909 in Schloss Zeil; † 27. Februar 1972 in Feldafing) ⚭ 1951 Eleonore, Prinzessin von Bayern (* 1918), Tochter von Franz Maria Luitpold von Bayern
- Gabriele (* 26. April 1910 in Schloss Zeil; † 6. April 2005) ⚭ 1940 Karl Gero Herzog von Urach (1899–1981) aus einer Seitenlinie des Hauses Württemberg

## Anmerkung
1. ↑  Nachdem mit dem Tod des Fürsten Eberhard II. die Linie von Waldburg zu Zeil und Wurzach 1903 ausgestorben war, findet sich in der Literatur auch die Bezeichnung Fürst von Waldburg zu Zeil-Trauchburg und Wurzach. Der vollständige Taufname des späteren Fürsten lautete Erbgraf Maria Friedrich Georg Maximilian Wunibald Pius Petrus Canisius Reichserbtruchseß von Waldburg zu Zeil und Trauchburg

| Personendaten    | Personendaten |
| ---------------- | --- |
| NAME             | Waldburg-Zeil, Georg von |
| ALTERNATIVNAMEN  | Waldburg zu Zeil und Trauchburg, Georg Fürst von; Walburg zu Zeil-Trauchburg und Wurzach, Georg Fürst von; Waldburg zu Zeil und Trauchburg, Maria Friedrich Georg Maximilian Wunibald Pius Petrus Canisius Reichserbtruchseß von |
| KURZBESCHREIBUNG | deutscher Adliger |
| GEBURTSDATUM     | 29. Mai 1867 |
| GEBURTSORT       | Schloss Zeil |
| STERBEDATUM      | 2. September 1918 |
| STERBEORT        | Allaines |